# Democratisch Politiek Keerpunt
Democratisch Politiek Keerpunt (DPK, Deutsch: Demokratischer Politischer Wendepunkt) war eine niederländische politische Partei. Sie entstand im Juni 2012 als Fusion von Trots op Nederland (TON) und der Onafhankelijke Burger Partij (OBP). Hero Brinkman repräsentierte die Partei vorübergehend im Parlament und war ihr Spitzenkandidat für die niederländischen Parlamentswahlen 2012, wo sie jedoch keinen Sitz erringen konnte. Sie hatte vierzig Gemeinderatssitze, die 2010 von TON errungen worden waren, und Mitglieder der Stadtregierung in Den Helder und Alkmaar. Im November 2012 wurde die Fusion aufgehoben und TON trennte sich von Hero Brinkman.
Brinkman war bis März 2012 Fraktionsmitglied der Partij voor de Vrijheid. Ein Zerwürfnis mit Geert Wilders brachte ihn zum Austritt aus der Fraktion. Brinkman wollte seit längerer Zeit die PVV demokratisieren und sprach sich gegen bestimmte öffentlichkeitswirksame Aktionen der PVV aus. Er beschrieb DPK als „rechtsliberal“ im Sinne von Pim Fortuyn. 